# Ban Bảo vệ, Chăm sóc sức khỏe cán bộ Trung ương
Ban Bảo vệ, Chăm sóc sức khỏe Cán bộ Trung ương là cơ quan trực thuộc Ban Chấp hành Trung ương Đảng Cộng sản Việt Nam chuyên trách nhiệm vụ theo dõi bảo vệ, chăm sóc sức khỏe cho các cán bộ đương chức và nguyên chức thuộc diện Bộ Chính trị, Ban Bí thư, Trung ương Đảng quản lý.

## Chức năng
Ban Bảo vệ, chăm sóc sức khỏe cán bộ Trung ương là cơ quan có chức năng tham mưu, giúp Bộ Chính trị, Ban Bí thư thường xuyên theo dõi, chỉ đạo, tổ chức thực hiện công tác bảo vệ, chăm sóc và nâng cao sức khoẻ cán bộ theo phân cấp. Đồng thời, là cơ quan chủ trì điều phối hoạt động bảo vệ, chăm sóc sức khỏe cán bộ cấp cao theo quy định của Ban Bí thư.

## Nhiệm vụ
1. Chủ trì, phối hợp với các cơ quan liên quan nghiên cứu, đề xuất chủ trương, chính sách và giải pháp về công tác bảo vệ, chăm sóc và nâng cao sức khoẻ đối với cán bộ thuộc diện Bộ Chính trị, Ban Bí thư quản lý (cả đương chức và nguyên chức).
2. Hướng dẫn, kiểm tra, giám sát các cơ quan chức năng trong việc tổ chức thực hiện công tác tư vấn, chăm sóc sức khỏe ban đầu, phòng bệnh và nâng cao sức khoẻ; lập và quản lý hồ sơ sức khoẻ, theo dõi, kiểm tra sức khoẻ định kỳ, phát hiện bệnh sớm; kiểm tra sức khoẻ cán bộ quy hoạch cấp chiến lược; tổ chức khám, điều trị bệnh, nhất là điều trị tích cực bệnh lý; phục hồi chức năng, điều dưỡng kết hợp với điều trị bệnh lý và thực hiện chính sách bảo vệ, chăm sóc sức khoẻ cán bộ thuộc diện Bộ Chính trị, Ban Bí thư quản lý.
3. Chủ trì tổ chức thực hiện khám, kiểm tra sức khoẻ, kết luận, phân loại sức khoẻ định kỳ; trước khi bổ nhiệm, bổ nhiệm lại, giới thiệu ứng cử đối với cán bộ thuộc diện Bộ Chính trị, Ban Bí thư quản lý và nhân sự quy hoạch Ban Chấp hành Trung ương.
Là đầu mối thống nhất quản lý công tác bảo vệ, chăm sóc sức khoẻ, thông tin sức khoẻ, hồ sơ sức khoẻ của cán bộ thuộc diện Bộ Chính trị, Ban Bí thư quản lý thực hiện việc khám và điều trị bệnh ở các cơ sở khám, chữa bệnh trong nước và ngoài nước.
Trên cơ sở kết luận của Hội đồng chuyên môn về tình trạng sức khoẻ cán bộ, về chẩn đoán và phác đồ điều trị bệnh lý; chỉ đạo tổ chức tập trung các nguồn lực kỹ thuật cao để điều trị bệnh đối với cán bộ thuộc diện quản lý tại các cơ sở trong nước; báo cáo, trình Ban Bí thư hoặc Thường trực Ban Bí thư quyết định gửi đi nước ngoài khám, chữa bệnh khi cần thiết. Chủ trì lập kế hoạch điều dưỡng kết hợp với điều trị bệnh lý để cán bộ cấp cao bị mắc các bệnh mãn tính, bệnh hiểm nghèo thực hiện.
4. Chủ trì, phối hợp với các cơ quan liên quan huy động mọi nguồn lực để thực hiện tình huống cấp cứu cán bộ lãnh đạo Đảng, Nhà nước; có phương án bảo đảm y tế đối với các đồng chí Tổng Bí thư, Chủ tịch nước, Thủ tướng Chính phủ, Chủ tịch Quốc hội khi đi công tác trong và ngoài nước.
Chủ trì, phối hợp với Bộ Y tế, Bộ Quốc phòng, Bộ Công an chỉ đạo các bệnh viện, các cơ quan, đơn vị có liên quan và huy động các chuyên gia đầu ngành khi cần thiết trong việc thực hiện công tác bảo vệ, chăm sóc và nâng cao sức khoẻ cán bộ cấp cao.
Thẩm định, phê duyệt, quy định trách nhiệm đối với đội ngũ bác sĩ tiếp cận chăm sóc sức khoẻ cán bộ cấp cao của Đảng, Nhà nước do các bệnh viện đề xuất.
5. Chủ trì, phối hợp với các cơ quan có liên quan trong hệ thống bảo vệ, chăm sóc sức khoẻ cán bộ để hướng dẫn và cung cấp thông tin cho cán bộ về chăm sóc, nâng cao sức khoẻ, y học dự phòng; phát hiện sớm bệnh tật, chẩn đoán, điều trị, phục hồi chức năng, chăm sóc giảm nhẹ và điều dưỡng.
6. Thực hiện công tác hợp tác quốc tế về đào tạo, chẩn đoán, bảo vệ, chăm sóc, điều trị bệnh, nghiên cứu khoa học; tăng cường ứng dụng công nghệ thông tin nâng cao chất lượng và hội nhập quốc tế trong công tác bảo vệ, chăm sóc sức khoẻ cán bộ.
7. Theo dõi, chỉ đạo, hướng dẫn, kiểm tra hoạt động của các ban bảo vệ, chăm sóc sức khoẻ cán bộ tỉnh, thành phố trực thuộc Trung ương, ban bảo vệ, chăm sóc sức khoẻ cán bộ của Bộ Quốc phòng, Bộ Công an và các cơ sở, đơn vị y tế làm nhiệm vụ bảo vệ, chăm sóc sức khoẻ cán bộ.
Tham mưu, đề xuất Bộ Chính trị, Ban Bí thư yêu cầu các cơ quan, đơn vị, địa phương và cá nhân thực hiện đúng quy định về bảo vệ, chăm sóc sức khoẻ cán bộ.
8. Chủ trì, phối hợp với các cơ quan liên quan tổ chức tập huấn nâng cao trình độ chuyên môn và y đức đối với bác sĩ tiếp cận, điều dưỡng và đội ngũ phục vụ trong hệ thống bảo vệ, chăm sóc sức khoẻ cán bộ từ Trung ương đến địa phương. Phối hợp nghiên cứu, tham mưu, đề xuất các chính sách khám, chữa bệnh nói chung và bảo hiểm y tế đối với cán bộ thuộc diện quản lý trong toàn hệ thống; chính sách đặc thù đối với đội ngũ cán bộ làm công tác bảo vệ, chăm sóc sức khoẻ cán bộ và các đối tượng khác nếu thấy cần thiết.
9. Thực hiện một số nhiệm vụ khác do Bộ Chính trị, Ban Bí thư giao.

## Quyền hạn, trách nhiệm

### 1. Quyền hạn
- Được yêu cầu các bộ, ban, ngành, các địa phương, cơ quan, đơn vị liên quan và các bệnh viện trong hệ thống để phục vụ các tình huống khẩn cấp trong việc bảo đảm sức khoẻ cho lãnh đạo cấp cao của Đảng và Nhà nước.
- Thông báo cho cán bộ cấp cao thuộc diện Bộ Chính trị, Ban Bí thư quản lý thực hiện chế độ khám, kiểm tra, chăm sóc sức khoẻ định kỳ và thực hiện các quy định về bảo vệ, chăm sóc sức khoẻ cán bộ.
- Yêu cầu các địa phương, cơ quan, đơn vị, cơ sở khám, chữa bệnh trong nước, ngoài nước và các cá nhân liên quan báo cáo, thông tin kịp thời, chính xác, đầy đủ về tình hình sức khoẻ, kết quả khám, chữa bệnh của cán bộ cấp cao diện Bộ Chính trị, Ban Bí thư quản lý.

### 2. Trách nhiệm
- Theo dõi sát tình hình sức khoẻ; việc thực hiện bảo vệ, chăm sóc và điều trị bệnh lý đối với cán bộ được giao quản lý theo quy định.
- Kịp thời báo cáo với Thường trực Ban Bí thư và Trưởng Ban Tổ chức Trung ương về tình trạng sức khoẻ, bệnh lý và khả năng sức khoẻ đáp ứng yêu cầu, nhiệm vụ của cán bộ thuộc diện Bộ Chính trị, Ban Bí thư quản lý.
- Bảo đảm bí mật thông tin về sức khoẻ, hồ sơ sức khoẻ, hồ sơ bệnh lý của cán bộ. Chỉ được thông tin khi có ý kiến chỉ đạo của Thường trực Ban Bí thư hoặc Trưởng Ban Tổ chức Trung ương.

## Tổ chức bộ máy

### 1. Cơ cấu tổ chức
Ban Bảo vệ, chăm sóc sức khoẻ cán bộ Trung ương có các thành viên, gồm:
- Trưởng ban.
- Các phó trưởng ban:
+ 1 phó trưởng ban chuyên trách là bác sĩ giúp Trưởng ban trực tiếp điều hành công việc hằng ngày của Ban.
+ 1 phó trưởng ban kiêm nhiệm là Phó Trưởng Ban Tổ chức Trung ương phụ trách chính sách cán bộ.
+ 1 phó trưởng ban kiêm nhiệm là lãnh đạo Bộ Y tế.
- Các uỷ viên:
+ Đại diện lãnh đạo các bộ, ban, ngành Trung ương: Bộ Quốc phòng, Bộ Công an, Bộ Tài chính, Bộ Ngoại giao, Văn phòng Trung ương Đảng, Ban Đối ngoại Trung ương, Văn phòng Chính phủ, Văn phòng Chủ tịch nước, Văn phòng Quốc hội, Bảo hiểm Xã hội Việt Nam.
+ Giám đốc các Bệnh viện: Trung ương Quân đội 108, Hữu Nghị, Thống Nhất.
+ Cục trưởng Cục Quản trị A, Văn phòng Trung ương Đảng.
+ Cục trưởng Cục Quản lý khám, chữa bệnh, Bộ Y tế.
+ Cục trưởng Cục Quân y, Bộ Quốc phòng.
+ Từ 2 đến 3 uỷ viên chuyên trách.

### 2. Đơn vị trực thuộc
- Văn phòng Ban Bảo vệ, chăm sóc sức khoẻ cán bộ Trung ương là cơ quan chuyên trách tham mưu, giúp việc cho lãnh đạo Ban Bảo vệ, chăm sóc sức khoẻ cán bộ Trung ương, do Trưởng Ban Bảo vệ, chăm sóc sức khoẻ cán bộ Trung ương quyết định thành lập, quy định chức năng, nhiệm vụ, nhân sự.
- Các hội đồng chuyên môn là tổ chức tư vấn, hoạt động theo chế độ kiêm nhiệm, gồm:
+ Hội đồng Bảo vệ sức khoẻ cán bộ Trung ương.
+ Hội đồng Bảo vệ sức khoẻ cán bộ miền Bắc.
+ Hội đồng Bảo vệ sức khoẻ cán bộ miền Trung.
+ Hội đồng Bảo vệ sức khoẻ cán bộ miền Nam.
+ Hội đồng về Dự phòng, Nâng cao sức khoẻ, Điều dưỡng, Dinh dưỡng và thuốc Trung ương.
Trưởng Ban Bảo vệ, chăm sóc sức khoẻ cán bộ Trung ương quyết định thành lập, quy định chức năng, nhiệm vụ, nhân sự của các hội đồng chuyên môn sau khi thống nhất với các cơ quan có liên quan. Các thành viên hội đồng chuyên môn được hưởng phụ cấp trách nhiệm theo quy định.

### 3. Biên chế
Ban Tổ chức Trung ương chủ trì, thống nhất với Ban Bảo vệ, chăm sóc sức khoẻ cán bộ Trung ương xác định biên chế của Ban Bảo vệ, chăm sóc sức khoẻ cán bộ Trung ương trên cơ sở chức năng, nhiệm vụ và chức danh, tiêu chuẩn gắn với vị trí việc làm, cơ cấu lại và nâng cao chất lượng đội ngũ cán bộ, công chức, viên chức.

## Danh sách các thành viên

### Phó Trưởng ban phụ trách
- Trần Huy Dụng, Phó Trưởng ban chuyên trách

### Phó Trưởng ban
- Hoàng Đăng Quang, Ủy viên Trung ương Đảng, Phó Trưởng ban Tổ chức Trung ương
- Trần Văn Thuấn, Ủy viên Ban cán sự đảng, Thứ trưởng Bộ Y tế [1]

### Thành viên kiêm nhiệm
1. Nguyễn Xuân Thành, Phó Chủ nhiệm Văn phòng Chính phủ
2. Phan Thị Kim Oanh, Phó Chủ nhiệm Văn phòng Chủ tịch nước
3. Phạm Thúy Trinh, Phó Chủ nhiệm Văn phòng Quốc hội
4. Lê Khánh Toàn, Phó Chánh Văn phòng Trung ương Đảng
5. Võ Thành Hưng, Thứ trưởng Bộ Tài chính
6. Thượng tướng Vũ Hải Sản, Ủy viên Trung ương Đảng, Ủy viên Quân ủy Trung ương, Thứ trưởng Bộ Quốc phòng
7. Nguyễn Minh Vũ, Ủy viên dự khuyết Trung ương Đảng, Thứ trưởng thường trực Bộ Ngoại giao
8. Nguyễn Đức Hòa, Phó Tổng Giám đốc Bảo hiểm Xã hội Việt Nam
9. Thiếu tướng Nguyễn Xuân Kiên, Cục trưởng Cục Quân y - Bộ Quốc phòng
10. Nguyễn Thanh Hà, Giám đốc Bệnh viện Hữu Nghị
11. Lê Đình Thanh, Giám đốc Bệnh viện Thống Nhất
12. Thiếu tướng Lê Hữu Song, Giám đốc Bệnh viện Trung ương Quân đội 108
13. Nguyễn Thị Hoàng Vân, Phó Trưởng ban thường trực Ban Đối ngoại Trung ương

## Chế độ làm việc
1. Ban Bảo vệ, chăm sóc sức khoẻ cán bộ Trung ương xây dựng quy chế làm việc của Ban, các quy trình công tác để thực hiện nhiệm vụ được giao.
2. Quan hệ công tác giữa Ban Bảo vệ, chăm sóc sức khoẻ cán bộ Trung ương với các tỉnh ủy, thành ủy, các ban đảng, ban cán sự đảng, đảng đoàn, đảng uỷ trực thuộc Trung ương thực hiện theo chức năng, nhiệm vụ và theo quy chế phối hợp của Bộ Chính trị, Ban Bí thư.

## Các chức danh thuộc diện được Bảo vệ Chăm sóc
- Tổng Bí thư Ban Chấp hành Trung ương Đảng Cộng sản Việt Nam
- Chủ tịch nước Cộng hòa xã hội chủ nghĩa Việt Nam
- Thủ tướng Chính phủ Cộng hòa xã hội chủ nghĩa Việt Nam
- Chủ tịch Quốc hội Cộng hòa xã hội chủ nghĩa Việt Nam
- Thường trực Ban Bí thư Ban Chấp hành Trung ương Đảng Cộng sản Việt Nam
- Chủ tịch Ủy ban Trung ương Mặt trận Tổ quốc Việt Nam
- Các Ủy viên Bộ Chính trị, Bí thư và các Phó Bí thư Trung ương Đảng.
- Phó Chủ tịch nước Cộng hòa xã hội chủ nghĩa Việt Nam
- Phó Thủ tướng Chính phủ Cộng hoà xã hội chủ nghĩa Việt Nam
- Phó Chủ tịch Quốc hội Cộng hoà xã hội chủ nghĩa Việt Nam
- Phó Chủ tịch Ủy ban Trung ương Mặt trận Tổ quốc Việt Nam
- Các Bí thư, Phó Bí thư Tỉnh ủy, Thành ủy, Chủ tịch Ủy ban nhân dân, Chủ tịch Hội đồng nhân dân các tỉnh, thành phố trực thuộc Trung ương.
- Các Bộ trưởng, Thứ trưởng, Thủ trưởng cơ quan ngang Bộ trực thuộc Chính phủ.
- Các Chủ nhiệm, Phó Chủ nhiệm, các ủy ban, thủ trưởng các cơ quan tương đương trực thuộc Quốc hội.
- Các Đại tướng, Thượng tướng Lực lượng vũ trang nhân dân Việt Nam
- Các Ủy viên Ban Chấp hành Trung ương Đảng Cộng sản Việt Nam.

## Chế độ bảo vệ chăm sóc sức khỏe cán bộ
Theo quy định của Ban Bí thư, thời gian thăm khám, kiểm tra sức khoẻ toàn diện đối với các cán bộ lãnh đạo thuộc diện Bộ Chính trị, Ban Bí thư quản lý định kỳ là 6 tháng/lần. Trường hợp có bệnh lý thì sẽ được thực hiện chế độ thăm khám, kiểm tra sức khoẻ đặc biệt theo chỉ định của Hội đồng Chuyên môn.
Trường hợp cán bộ có bệnh lý cần thiết thăm khám, kiểm tra sức khoẻ tại nước ngoài sẽ có chỉ định của Hội đồng Chuyên môn bảo vệ sức khoẻ cán bộ; Ban Bảo vệ, chăm sóc sức khoẻ cán bộ Trung ương dựa trên báo cáo, xin ý kiến của Thường trực Ban Bí thư, Ban Bí thư.

### Chế độ đối với cán bộ lãnh đạo chủ chốt
Đối với các chức danh lãnh đạo chủ chốt như:
- Tổng Bí thư Ban Chấp hành Trung ương Đảng Cộng sản Việt Nam
- Chủ tịch nước Cộng hoà xã hội chủ nghĩa Việt Nam
- Thủ tướng Chính phủ Cộng hoà xã hội chủ nghĩa Việt Nam
- Chủ tịch Quốc hội Cộng hoà xã hội chủ nghĩa Việt Nam

Bất kể ở nhà hay ở nhiệm sở, khi đi công tác nước ngoài, thăm và làm việc tại địa phương, các cán bộ lãnh đạo chủ chốt đều được bố trí các Y Bác sĩ tháp tùng, tiếp cận theo dõi sức khỏe hàng ngày.

### Chế độ đối với các ủy viên Bộ chính trị, Bí thư TW Đảng
Đối với các ủy viên Bộ Chính trị, Bí thư Trung ương Đảng, cấp phó của các chức danh lãnh đạo chủ chốt bác sĩ sẽ được bố trí theo dõi thăm khám sức khoẻ ít nhất 2 lần/tuần hoặc hàng ngày tuỳ theo diễn biến sức khoẻ của cán bộ.
Khi đoàn công tác do các ủy viên Bộ Chính trị, Bí thư Trung ương Đảng, phó chủ tịch nước, phó thủ tướng, phó chủ tịch Quốc hội làm trưởng đoàn, tuỳ theo tình hình sức khoẻ và yêu cầu của trưởng đoàn thì bố trí 1 bác sĩ tháp tùng.

### Chế độ đối với các chức danh lãnh đạo khác thuộc BCH TW Đảng
Đối với Chủ tịch Ủy ban T.Ư MTTQ Việt Nam, Phó Chủ tịch nước, Phó Thủ tướng Chính phủ, Phó Chủ tịch Quốc hội, đại tướng lực lượng vũ trang, bác sĩ theo dõi sức khoẻ thăm khám sức khỏe ít nhất 1 lần/tuần hoặc hàng ngày tuỳ theo diễn biến sức khoẻ của cán bộ.
Đối với các ủy viên Trung ương Đảng, ủy viên dự khuyết Trung ương Đảng, trưởng các ban đảng, bộ trưởng, trưởng đoàn thể chính trị - xã hội Trung ương, bí thư tỉnh ủy, thành ủy trực thuộc Trung ương và các chức vụ tương đương; thượng tướng lực lượng vũ trang: Những người có sức khoẻ loại A và loại B thì bác sĩ theo dõi sức khoẻ thăm khám sức khoẻ ít nhất 1 lần/tháng và khi có yêu cầu đột xuất; Với sức khoẻ loại C và loại D thì bác sĩ theo dõi sức khoẻ thăm khám sức khoẻ ít nhất 2 lần/tháng và khi có yêu cầu đột xuất.
Đặc biệt, với những trường hợp bệnh nặng, diễn biến phức tạp thì tuỳ theo tình hình thực tế bác sĩ theo dõi sức khoẻ phải theo dõi, thăm khám hàng ngày hoặc hàng tuần hoặc theo chỉ định của Hội đồng Chuyên môn bảo vệ sức khoẻ cán bộ.

## Chế độ điều trị, nghỉ dưỡng sức
Về chế độ điều trị bệnh, nghỉ dưỡng sức, điều dưỡng kết hợp điều trị bệnh lý, Ban Bí thư quy định hàng năm, cán bộ cấp cao thực hiện chế độ nghỉ dưỡng sức theo kế hoạch của Văn phòng Trung ương Đảng.
Cán bộ cấp cao bị mắc các bệnh mãn tính, bệnh hiểm nghèo thực hiện chế độ điều dưỡng kết hợp với điều trị bệnh lý theo kế hoạch của Ban Bảo vệ, chăm sóc sức khoẻ cán bộ Trung ương.
Với các bác sĩ tiếp cận được giao nhiệm vụ quản lý, chăm sóc sức khoẻ cán bộ cấp cao phải thực hiện nghiêm túc quy định bảo mật về hồ sơ sức khoẻ cán bộ.

## Trưởng Ban qua các thời kỳ
| Thứ tự | Họ tên                            | Thời gian đảm nhiệm     | Ghi chú                                  |
| ------ | --------------------------------- | ----------------------- | ---------------------------------------- |
| 1      | PGS. Tiến sĩ Trần Thị Trung Chiến | ? – 03/08/2011          |                                          |
| 2      | Tiến sĩ Nguyễn Quốc Triệu         | 03/08/2011 – 21/06/2019 |                                          |
| 3      | PGS. Tiến sĩ Nguyễn Thị Kim Tiến  | 21/06/2019 – 19/11/2021 | Bị miễn nhiệm                            |
| 4      | GS. Tiến sĩ Nguyễn Thanh Long     | 11/12/2021 - 06/06/2022 | Bị khai trừ khỏi Đảng ngày 06/06/2022    |
| -      | Trần Huy Dụng                     | 07/06/2022 - nay        | Phó trưởng ban Thường trực Phụ trách Ban |